# William Buehler Seabrook
William Buehler Seabrook (* 22. Februar 1884 in Westminster, Maryland; † 20. September 1945 in Rhinebeck, New York) war ein amerikanischer Schriftsteller, Okkultist, Globetrotter und Journalist. Durch seine zahlreichen Reisen angeregt, befasste er sich mit magischen Kulten der sogenannten „Naturvölker“, paranormalen Phänomenen, Magie, Satanismus und Voodoo und veröffentlichte zahlreiche Werke mit ethnologischem Hintergrund. Sein Interesse für Kannibalismus ging so weit, dass er selbst Menschenfleisch verspeist und darüber geschrieben hat. Seabrook zählt zur sogenannten Lost Generation.

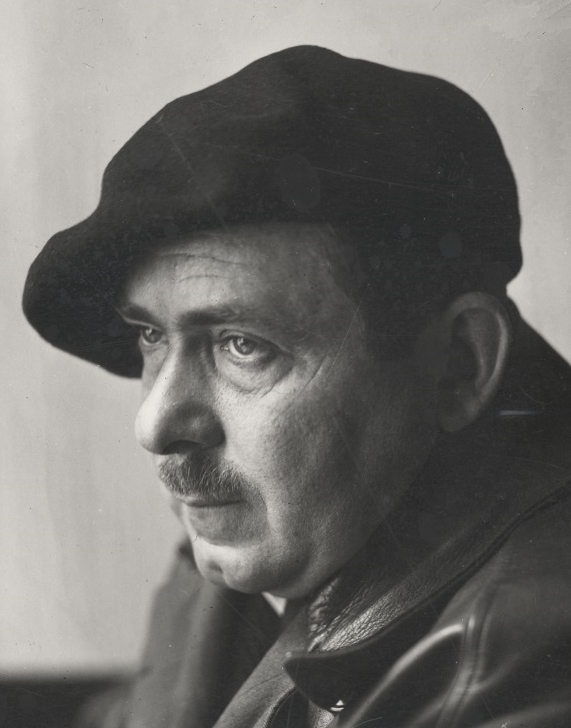
Aufnahme von Robert H. Davis (1931)

## Leben
Seabrook begann seine Karriere als Reporter des Augusta Chronicle in Augusta, Georgia. Während des Ersten Weltkriegs diente er 1915 in der Französischen Armee. Im Gaskrieg während des Ersten Weltkrieges erlitt er bei Verdun eine Gasvergiftung. Für seine Verdienste wurde er mit dem Croix de guerre ausgezeichnet.
Nach dem Krieg wurde er zunächst Reporter bei der New York Times und begann zu reisen. Neben seinen eigenen schriftstellerischen Tätigkeiten verfasste er Artikel für Cosmopolitan, Reader’s Digest und Vanity Fair. Seabrook wird die Autorenschaft von zwei umfangreichen Veröffentlichungen in der amerikanischen Boulevardpresse zugeschrieben, welche Mitte der 1920er Jahre unter dem Namen Marian Dockerill publiziert worden waren und sich mit Okkultismus, Sexualmagie und Sadomasochismus beschäftigten.
Während einer Reise durch Westafrika schloss er sich eine Zeit dem Volk der Gueré an. Dort begann sein Interesse für den Kannibalismus. Wie er in seinem 1931 veröffentlichten Reisebericht Jungle Ways schrieb, habe er dort die Gelegenheit gehabt, „einen Eintopf mit Reis und ein beträchtliches Rumpsteak oder auch ein kleines Stück Lendenbraten zu probieren.“ Seabrook erklärte, es habe sich um einen vor kurzem getöteten Mann gehandelt, der aber nicht ermordet wurde. „Es war wie gutes Kalbfleisch, nicht zu jung, aber auch noch kein Rindfleisch. Es war nicht wie irgendein anderes Fleisch, das ich bisher gegessen hatte. Es war fast so gut wie Kalbfleisch, so dass ich nicht glaube, dass eine Person mit einem gewöhnlichen Gaumen es von Kalbfleisch unterscheiden könnte. Es war zartes, gutes Fleisch mit keinem so charakteristischen Geschmack wie es beispielsweise Ziege, Wild oder Schwein haben …“
Um 1920 lernte er den Okkultisten Aleister Crowley kennen. Crowley verbrachte eine Woche auf Seabrooks Farm. Die Erfahrungen schrieb Seabrook später in dem Buch Witchcraft: Its Power in the World Today nieder.
1924 reiste Seabrook durch die Arabische Welt. Er lebte bei Beduinen und kurdischen Jesiden und wurde mit Derwischen und Teufelsanbetern bekannt. 1927 veröffentlichte er den erfolgreichen Reisebericht Adventures in Arabia: among the Bedouins, Druses, Whirling Dervishes and Yezidee Devil Worshipers. Im Anschluss reiste er nach Haiti, wo er sich mit Voodoo und dem Culte des morts (Totenanbetung, vgl. Baron Samedi) befasste. Seine Erlebnisse schilderte er in dem 1929 erschienenen Werk Magic Island.
Seabrook befasste sich sein Leben lang mit okkulten Praktiken, die er vornehmlich in den kolonialisierten Ländern kennengelernt hatte. Er kam später zu dem Schluss, er habe dabei nichts gesehen, was sich nicht mit rationalen wissenschaftlichen Mitteln erklären ließe. Seine Theorien stellte er 1940 in dem Werk Witchcraft: Its Power in the World Today vor, das sich mit Kulten, schwarzer und weißer Magie, Ritualmagie, Werwölfen, Satanismus, Vampirismus (letzteres unter anderem dargestellt am Fall der Elisabeth Báthory) befasst.
Wegen seines akuten Alkoholismus ließ sich Seabrook im Dezember 1933 auf eigenen Wunsch hin mit der Hilfe von Freunden zur Behandlung in die psychiatrische Klinik Bloomingdale in Westchester County einweisen. Er verblieb dort bis zum darauf folgenden Juli. Seine Erfahrungen beschrieb er 1935 in dem Buch Asylum wie eine weitere Reise in ein fremdes Land. Asylum wurde ein Bestseller. Im Vorwort bemerkte Seabrook sicherheitshalber, dass es sich hierbei nicht um Fiktion oder Ausschmückung handele.
Nach der Rückkehr von einer weiteren Afrikareise heiratete er 1935 in Frankreich die amerikanische Schriftstellerin Marjorie Muir Worthington (1900–1976). Die Ehe wurde 1941 aufgrund von Seabrooks Alkoholismus und seiner Vorliebe für sadistische Praktiken geschieden. Der Fotograf Man Ray, der mit Seabrook befreundet war, inszenierte 1930 die surrealistische Fotoserie Les fantasies de Monsieur Seabrook als Anspielung auf dessen sexuelle Vorlieben.
William Seabrook verübte am 20. September 1945 in Rhinebeck, New York, Suizid mit einer Überdosis Drogen. Der Schriftsteller war von 1912 bis 1934 in erster Ehe mit Katherine Pauline Edmondson verheiratet. Nach seiner Scheidung von Marjorie Worthington heiratete er im Mai 1942 Constance Kuhr, mit der er einen Sohn, William, hatte.

## Werke
- 1917: Diary of Section VIII
- 1927: Adventures in Arabia
- 1929: The Magic Island
- 1930: Jungle Ways
- 1933: Air Adventure
- 1934: The White Monk of Timbuctoo
- 1935: Asylum
- 1938: These Foreigners: Americans All
- 1940: Witchcraft: Its Power in the World Today; Nachdruck bei Sphere Books Ltd, London 1970, ISBN 0-7221-7690-2.
- 1941: Doctor Wood: Modern Wizard of the Laboratory
- 1942: No Hiding Place: An Autobiography

Kurzgeschichten
- 1921: Wow

### Deutsche Übersetzungen
- Geheimnisvolles Haiti. Rätsel und Symbolik des Wodu-Kultes. Übersetzt von Alfons Matthias Nuese. Rudolf Mosse Buchverlag, Berlin 1931.
- Geheimnisvolles Haiti. Rätsel und Symbolik des Wodu-Kultes. Matthes & Seitz, Berlin 1982, ISBN 3-88221-333-7.
- Laß den Vogelfänger kommen. Abenteuer eines Trinkers. Matthes & Seitz, Berlin 1997, ISBN 3-88221-813-4.